# Nickelodeon France
Nickelodeon France – kanał telewizyjny należący do ViacomCBS Networks EMEAA, francuskiej wersji Nickelodeon.

## Historia
Powstanie francuskojęzycznej wersji Nickelodeona zostało ogłoszone w 2005 r. i oficjalnie kanał został uruchomiony 16 listopada 2005 r. CSA odrzuciła wniosek kanału o nadawanie we francuskiej naziemnej telewizji cyfrowej na rzecz Gulli, zorientowanego na dzieci kanału państwowego. Kanał pozyskuje przychody dzięki reklamie i sprzedaży produktów.
26 stycznia 2010 r. Nickelodeon Francja przyjęła nowe logo i zmieniła szatę graficzną. Tego samego dnia uruchomiono kanał dla przedszkolaków Nickelodeon Junior. W listopadzie tego samego roku sieć świętowała swoją piątą rocznicę.
W dniu 20 września 2011 r. współczynnik proporcji obrazu został przełączony z 4:3 na 16:9.
W dniu 19 listopada 2014 r. uruchomiono Nickelodeon 4Teen, którego oferta skierowana była do nastolatków. Został on przemianowany na Nickelodeon Teen w 2017.
W dniu 22 września 2015 r. uruchomiono Nickelodeon HD.
W marcu 2016 r. uruchomiono Nickelodeon +1, zastępując timeShift feed MTV +1.